# 12.ª etapa del Giro de Italia 2020
La 12.ª etapa del Giro de Italia 2020 tuvo lugar el 15 de octubre de 2020 entre Cesenatico y Cesenatico sobre un recorrido de 204 km y fue ganada por el ecuatoriano Jhonatan Narváez del equipo INEOS Grenadiers. El portugués João Almeida mantuvo el liderato un día más.

## Clasificación de la etapa
| \| Clasificación de la etapa \| Clasificación de la etapa \| Clasificación de la etapa \| Clasificación de la etapa \| Clasificación de la etapa \| \| Ciclista \| Ciclista \| Equipo \| Tiempo \| \| \| ------------------------- \| ------------------------- \| --------------------------- \| ------------------------- \| ------------------------- \| \| 1.º \| Jhonatan Narváez \| Ineos Grenadiers \| 5 h 31 min 24 s \| \| \| 2.º \| Mark Padun \| Bahrain McLaren \| + 1 min 08 s \| \| \| 3.º \| Simon Clarke \| EF Pro Cycling \| + 6 min 50 s \| \| \| 4.º \| Joey Rosskopf \| CCC Team \| + 7 min 30 s \| \| \| 5.º \| Simon Pellaud \| Androni Giocattoli-Sidermec \| + 7 min 43 s \| \| \| 6.º \| Brandon McNulty \| UAE Team Emirates \| + 8 min 25 s \| \| \| 7.º \| Patrick Konrad \| Bora-Hansgrohe \| + 8 min 25 s \| \| \| 8.º \| Ruben Guerreiro \| EF Pro Cycling \| + 8 min 25 s \| \| \| 9.º \| João Almeida \| Deceuninck-Quick Step \| + 8 min 25 s \| \| \| 10.º \| Tao Geoghegan Hart \| Ineos Grenadiers \| + 8 min 25 s \| \| |                    |                             |                 |
| |                    |                             |                 |
| Fuente: ProCyclingStats |                    |                             |                 |
| Clasificación de la etapa |                    |                             |                 |
| Ciclista | Ciclista           | Equipo                      | Tiempo          |
| 1.º | Jhonatan Narváez   | Ineos Grenadiers            | 5 h 31 min 24 s |
| 2.º | Mark Padun         | Bahrain McLaren             | + 1 min 08 s    |
| 3.º | Simon Clarke       | EF Pro Cycling              | + 6 min 50 s    |
| 4.º | Joey Rosskopf      | CCC Team                    | + 7 min 30 s    |
| 5.º | Simon Pellaud      | Androni Giocattoli-Sidermec | + 7 min 43 s    |
| 6.º | Brandon McNulty    | UAE Team Emirates           | + 8 min 25 s    |
| 7.º | Patrick Konrad     | Bora-Hansgrohe              | + 8 min 25 s    |
| 8.º | Ruben Guerreiro    | EF Pro Cycling              | + 8 min 25 s    |
| 9.º | João Almeida       | Deceuninck-Quick Step       | + 8 min 25 s    |
| 10.º | Tao Geoghegan Hart | Ineos Grenadiers            | + 8 min 25 s    |

## Clasificaciones al final de la etapa

### Clasificación general(Maglia Rosa)
| \| Clasificación general \| Clasificación general \| Clasificación general \| Clasificación general \| Clasificación general \| \| Ciclista \| Ciclista \| Equipo \| Tiempo \| \| \| --------------------- \| --------------------- \| --------------------- \| --------------------- \| --------------------- \| \| 1.º \| João Almeida \| Deceuninck-Quick Step \| 49 h 21 min 46 s \| \| \| 2.º \| Wilco Kelderman \| Team Sunweb \| + 34 s \| \| \| 3.º \| Pello Bilbao \| Bahrain McLaren \| + 43 s \| \| \| 4.º \| Domenico Pozzovivo \| NTT Pro Cycling \| + 57 s \| \| \| 5.º \| Vincenzo Nibali \| Trek-Segafredo \| + 1 min 01 s \| \| \| 6.º \| Patrick Konrad \| Bora-Hansgrohe \| + 1 min 15 s \| \| \| 7.º \| Jai Hindley \| Team Sunweb \| + 1 min 19 s \| \| \| 8.º \| Rafał Majka \| Bora-Hansgrohe \| + 1 min 21 s \| \| \| 9.º \| Fausto Masnada \| Deceuninck-Quick Step \| + 1 min 36 s \| \| \| 10.º \| Jakob Fuglsang \| Astana \| + 2 min 20 s \| \| |                    |                       |                  |
| |                    |                       |                  |
| Fuente: ProCyclingStats |                    |                       |                  |
| Clasificación general |                    |                       |                  |
| Ciclista | Ciclista           | Equipo                | Tiempo           |
| 1.º | João Almeida       | Deceuninck-Quick Step | 49 h 21 min 46 s |
| 2.º | Wilco Kelderman    | Team Sunweb           | + 34 s           |
| 3.º | Pello Bilbao       | Bahrain McLaren       | + 43 s           |
| 4.º | Domenico Pozzovivo | NTT Pro Cycling       | + 57 s           |
| 5.º | Vincenzo Nibali    | Trek-Segafredo        | + 1 min 01 s     |
| 6.º | Patrick Konrad     | Bora-Hansgrohe        | + 1 min 15 s     |
| 7.º | Jai Hindley        | Team Sunweb           | + 1 min 19 s     |
| 8.º | Rafał Majka        | Bora-Hansgrohe        | + 1 min 21 s     |
| 9.º | Fausto Masnada     | Deceuninck-Quick Step | + 1 min 36 s     |
| 10.º | Jakob Fuglsang     | Astana                | + 2 min 20 s     |

### Clasificación por puntos(Maglia Ciclamino)
| Clasificación por puntos | Clasificación por puntos | Clasificación por puntos    | Clasificación por puntos | Clasificación por puntos |
| Ciclista                 | Ciclista                 | Equipo                      | Puntos                   |                          |
| ------------------------ | ------------------------ | --------------------------- | ------------------------ | ------------------------ |
| 1.º                      | Arnaud Démare            | Groupama-FDJ                | 220 pts                  |                          |
| 2.º                      | Peter Sagan              | Bora-Hansgrohe              | 184 pts                  |                          |
| 3.º                      | Filippo Ganna            | Ineos Grenadiers            | 51 pts                   |                          |
| 4.º                      | João Almeida             | Deceuninck-Quick Step       | 43 pts                   |                          |
| 5.º                      | Davide Ballerini         | Deceuninck-Quick Step       | 40 pts                   |                          |
| 6.º                      | Álvaro Hodeg             | Deceuninck-Quick Step       | 39 pts                   |                          |
| 7.º                      | Simon Pellaud            | Androni Giocattoli-Sidermec | 38 pts                   |                          |
| 8.º                      | Andrea Vendrame          | AG2R La Mondiale            | 37 pts                   |                          |
| 9.º                      | Jhonatan Narváez         | Ineos Grenadiers            | 36 pts                   |                          |
| 10.º                     | Marco Frapporti          | Vini Zabù-Brado-KTM         | 36 pts                   |                          |

### Clasificación de la montaña(Maglia Azzurra)
| Clasificación de la montaña | Clasificación de la montaña | Clasificación de la montaña | Clasificación de la montaña | Clasificación de la montaña |
| Ciclista                    | Ciclista                    | Equipo                      | Puntos                      |                             |
| --------------------------- | --------------------------- | --------------------------- | --------------------------- | --------------------------- |
| 1.º                         | Ruben Guerreiro             | EF Pro Cycling              | 84 pts                      |                             |
| 2.º                         | Giovanni Visconti           | Vini Zabù-Brado-KTM         | 76 pts                      |                             |
| 3.º                         | Filippo Ganna               | Ineos Grenadiers            | 45 pts                      |                             |
| 4.º                         | Jonathan Castroviejo        | Ineos Grenadiers            | 45 pts                      |                             |
| 5.º                         | Jonathan Caicedo            | EF Pro Cycling              | 40 pts                      |                             |
| 6.º                         | Simon Pellaud               | Androni Giocattoli-Sidermec | 39 pts                      |                             |
| 7.º                         | Matthew Holmes              | Lotto-Soudal                | 20 pts                      |                             |
| 8.º                         | Domenico Pozzovivo          | NTT Pro Cycling             | 20 pts                      |                             |
| 9.º                         | Lawrence Warbasse           | AG2R La Mondiale            | 20 pts                      |                             |
| 10.º                        | Kilian Frankiny             | Groupama-FDJ                | 20 pts                      |                             |

### Clasificación de los jóvenes(Maglia Bianca)
| Clasificación del mejor joven | Clasificación del mejor joven | Clasificación del mejor joven | Clasificación del mejor joven | Clasificación del mejor joven |
| Ciclista                      | Ciclista                      | Equipo                        | Tiempo                        |                               |
| ----------------------------- | ----------------------------- | ----------------------------- | ----------------------------- | ----------------------------- |
| 1.º                           | João Almeida                  | Deceuninck-Quick Step         | 49 h 21 min 46 s              |                               |
| 2.º                           | Jai Hindley                   | Team Sunweb                   | + 1 min 19 s                  |                               |
| 3.º                           | Brandon McNulty               | UAE Team Emirates             | + 2 min 39 s                  |                               |
| 4.º                           | Tao Geoghegan Hart            | Ineos Grenadiers              | + 2 min 45 s                  |                               |
| 5.º                           | James Knox                    | Deceuninck-Quick Step         | + 5 min 56 s                  |                               |
| 6.º                           | Sergio Samitier               | Movistar Team                 | + 8 min 43 s                  |                               |
| 7.º                           | Aurélien Paret-Peintre        | AG2R La Mondiale              | + 19 min 02 s                 |                               |
| 8.º                           | Matteo Fabbro                 | Bora-Hansgrohe                | + 23 min 04 s                 |                               |
| 9.º                           | Sam Oomen                     | Team Sunweb                   | + 23 min 30 s                 |                               |
| 10.º                          | Attila Valter                 | CCC Team                      | + 24 min 36 s                 |                               |

### Clasificación por equipos"Súper team"
| Clasificación por equipos | Clasificación por equipos | Clasificación por equipos | Clasificación por equipos |
| Equipo                    | Equipo                    | Tiempo                    |                           |
| ------------------------- | ------------------------- | ------------------------- | ------------------------- |
| 1.º                       | Ineos Grenadiers          | 148 h 03 min 33 s         |                           |
| 2.º                       | Deceuninck-Quick Step     | + 8 min 16 s              |                           |
| 3.º                       | Team Sunweb               | + 9 min 39 s              |                           |
| 4.º                       | Bora-Hansgrohe            | + 17 min 46 s             |                           |
| 5.º                       | Bahrain McLaren           | + 34 min 37 s             |                           |
| 6.º                       | Movistar Team             | + 40 min 11 s             |                           |
| 7.º                       | Trek-Segafredo            | + 43 min 35 s             |                           |
| 8.º                       | Astana                    | + 55 min 04 s             |                           |
| 9.º                       | CCC Team                  | + 1 h 02 min 07 s         |                           |
| 10.º                      | AG2R La Mondiale          | + 1 h 10 min 16 s         |                           |

## Abandonos
- Alexander Cataford no completó la etapa.[2]